# Neocytherideis subspiralis
Neocytherideis subspiralis is een mosselkreeftjessoort uit de familie van de Neocytherideididae. De wetenschappelijke naam van de soort is voor het eerst geldig gepubliceerd in 1874 door Brady, Crosskey & Robertson.